# Wapen van Oostkapelle

Heerlijkheidswapen van Oostcapelle

Gemeentewapen van Oostkapelle

Het wapen van Oostkapelle werd op 10 november 1819 door de Hoge Raad van Adel bevestigd aan de ambachtsheerlijkheid Oostcapelle. Na het omschakelen naar gemeenten werd het heerlijkheidswapen door de gemeente Oostkapelle voortgezet als het gemeentewapen. In 1909 werd door de gemeente om een kopie gevraagd van het wapendiploma, maar de Hoge Raad van Adel antwoordde dat er officieel geen wapen voor de gemeente bestond. In de jaren 50 van de 20e eeuw nam de gemeente daar geen genoegen meer mee en vroeg om een officiële verlening van het gemeentewapen. Op 23 april 1956 werd het door de Hoge Raad van Adel verleend aan de gemeente. Per 1 juli 1966 ging Oostkapelle op in de gemeente Domburg en is sinds 1997 onderdeel van gemeente Veere. Het wapen van Oostkapelle is daardoor definitief komen te vervallen als gemeentewapen.

## Blazoenering
De blazoenering van het heerlijkheidswapen luidde als volgt:
Zijnde van lazuur, beladen met twee dwarsbalken van goud.
De blazoenering van het gemeentewapen luidde als volgt:
In azuur twee gouden dwarsbalken. Het schild gedekt door een gouden kroon van drie bladeren en twee paarlen.
De heraldische kleuren zijn lazuur of azuur (blauw) en goud (goud of geel). Het gemeentewapen wordt gedekt met een gravenkroon.

## Verklaring
De site Nederlandse Gemeentewapens heeft geen verklaring voor het wapen. Het wapen werd sinds de zeventiende eeuw gebruikt. Voor die tijd had Oostkapelle een wapen met een rode kerk en een blauw dak, rechtsboven in de schildhoek een gouden zon, alles geplaatst op een zilveren veld.